# (1626) Sadeya
(1626) Sadeya es un asteroide perteneciente al cinturón de asteroides descubierto el 10 de enero de 1927 por José Comas y Solá desde el observatorio Fabra de Barcelona, España.

## Designación y nombre
Sadeya fue designado al principio como 1927 AA.
Posteriormente se nombró con las iniciales de la Sociedad Astronómica de España y América.

## Características orbitales
Sadeya orbita a una distancia media del Sol de 2,363 ua, pudiendo alejarse hasta 3,012 ua y acercarse hasta 1,715 ua. Su inclinación orbital es 25,29° y la excentricidad 0,2744. Emplea 1327 días en completar una órbita alrededor del Sol.